# Brian O'Doherty
Pour les articles homonymes, voir O'Doherty.
Brian O'Doherty, né le 4 mai 1928 à Ballaghaderreen (Irlande) et mort le 7 novembre 2022 à New York (États-Unis), est un critique d'art, artiste et écrivain irlandais ayant vécu à New York pendant plus de cinquante ans. 
De 1972 à 2008, il a travaillé sous le pseudonyme de Patrick Ireland, afin de dénoncer la présence militaire britannique en Irlande du Nord.

## Biographie
Il grandit à Dublin, où il étudie en médecine à l'University College, tout en commençant peindre. Après des études post-doctorales à l'université de Cambridge, puis à l'école de Santé publique de l'université Harvard, il abandonne la recherche médicale pour se consacrer aux arts visuels, devenant critique d'art pour une télévision de Boston (1957). 

### Critique d'art
Il collabore ensuite avec plusieurs publications de renom, comme le New York Times, Aspen ou Art in America, et la chaîne de télévision NBC. Il est aussi un membre important du National Endowment for the Arts pendant de nombreuses années.

### Écrivain
Il est l'auteur de nombreux ouvrages sur l'art et de plusieurs romans, dont The Strange Case of Mademoiselle P. (1992) et The Deposition of Father McGreevey (1999), qui lui vaut le prix Booker en 2000.

### Artiste
Pionnier de l'art conceptuel, il a présenté son travail dans plus de 40 expositions solo dans le monde, notamment au Fogg Art Museum de Cambridge, au Brooklyn Museum, au National Museum of American Art de Washington, etc. Le Centre Pompidou, le Museum of Modern Art de New York et le Metropolitan Museum of Art, entre autres, possèdent ses œuvres.